# Robert S. Mulliken
Robert Sanderson Mulliken (Newburyport, Estados Unidos, 7 de junio de 1896-Arlington, 31 de octubre de 1986) fue un físico, químico y profesor universitario estadounidense galardonado con el Premio Nobel de Química en 1966 «por ampliar el conocimiento de los enlaces químicos y la estructura electrónica de las moléculas mediante el método orbital».

## Biografía
Robert Sanderson Mulliken nació el 7 de junio de 1896 en la ciudad de Newburyport, situada en el estado norteamericano de Massachusetts. Hijo de Samuel Parsons Mulliken, profesor de química orgánica en el Instituto Tecnológico de Massachusetts (MIT), estudió física, química y matemáticas en dicho instituto, donde se licenció en 1917. Amplió sus estudios en la Universidad de Chicago, donde se doctoró en fisicoquímica en 1921, y posteriormente pasó a ser profesor en la Universidad de Harvard en la Universidad de Nueva York y finalmente en la de Chicago.
Murió el 31 de octubre de 1986 en la residencia de su hija, en el condado de Arlington, situada en el estado de Virginia, a consecuencia de un paro cardiaco, siendo enterrado en Chicago.

## Investigación científica

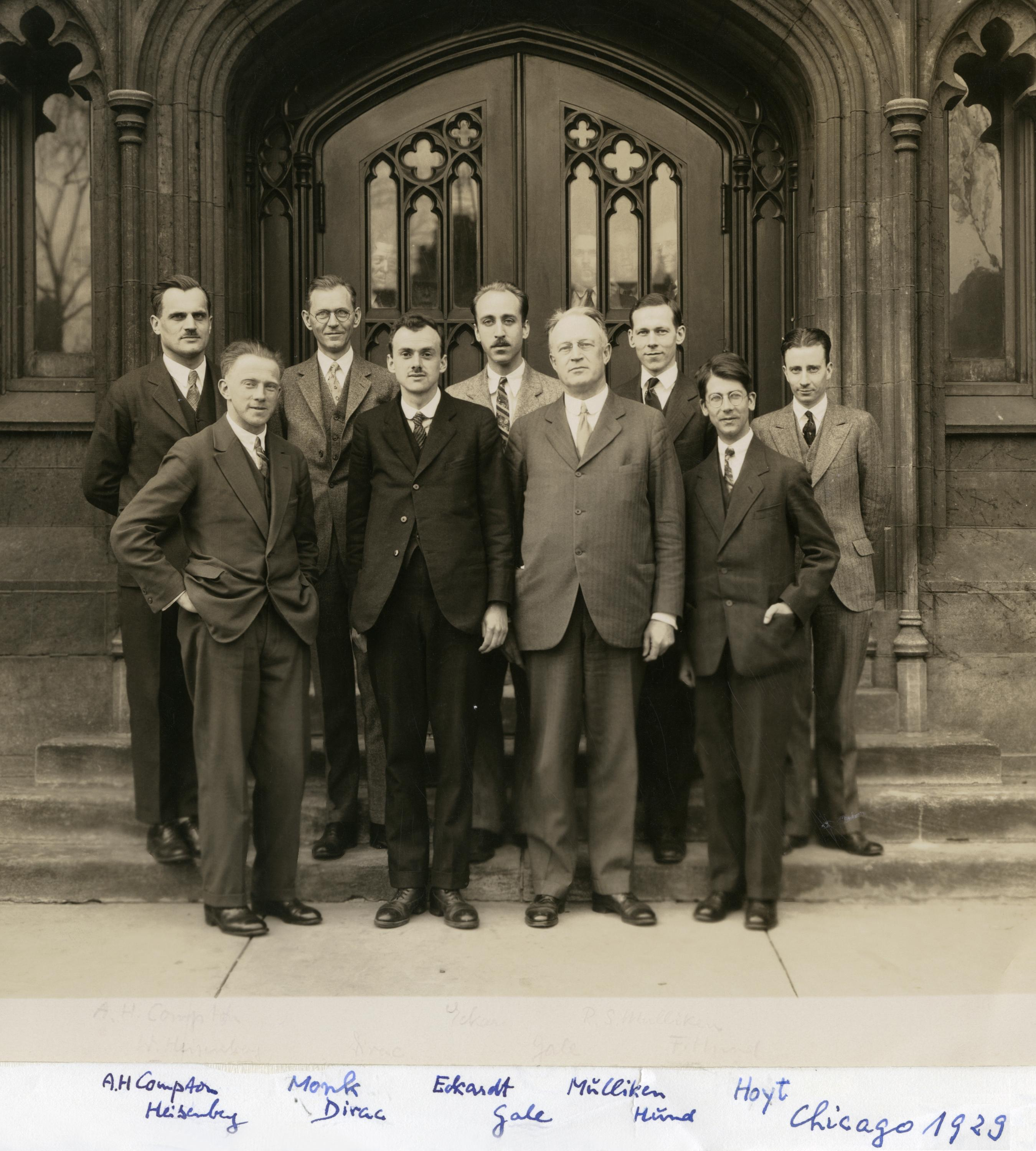
Mulliken con investigadores de la época.

Durante la Primera Guerra Mundial, Mulliken fue miembro del equipo de investigación dirigido por James Bryant Conant en la Universidad Americana de Washington D. C., realizando investigaciones sobre gases venenosos. Nueve meses después, fue incorporado a la Sección Química del Ejército de los Estados Unidos, realizando el mismo trabajo. Con el fin de la Gran Guerra continuó su investigación científica, pero orientándola alrededor de los efectos del carbón negro y el óxido de zinc sobre el caucho.
A partir de 1921, durante su primera estancia en la Universidad de Chicago, desarrolló su investigación en la separación de los isótopos del mercurio por evaporación, bajo la supervisión del futuro Premio Nobel Robert Andrews Millikan, que le enseñó el modelo atómico de Bohr. Durante su estancia en Harvard conoció el método cromatográfico junto a Robert Oppenheimer, John Hasbrouck van Vleck y Harold Urey. Durante su estancia en Europa (1925-1927) trabajó con Erwin Schrödinger, Paul Dirac, Werner Heisenberg, Louis de Broglie, Max Born y Walther Bothe, todos ellos especialistas en mecánica cuántica.
A su regreso a los Estados Unidos aportó una decisiva contribución al conocimiento de la estructura electrónica de las moléculas con su teoría de los orbitales moleculares, según la cual los electrones atómicos amplían sus órbitas para extender su influencia al conjunto de la molécula de la que forman parte. Asimismo, desarrolló la teoría de la hiperconjugación, realizó estudios sobre la escala de electronegatividad de los elementos y la ocupación de las integrales de superposición como medida de la fuerza del enlace químico.
En 1966 fue galardonado con el Premio Nobel de Química «por ampliar el conocimiento de los enlaces químicos y la estructura electrónica de las moléculas mediante el método orbital». También fue galardonado en 1983 con la medalla Priestley, concedida por la American Chemical Society.
| Predecesor: Robert Burns Woodward | Premio Nobel de Química 1966 | Sucesor: Manfred Eigen Ronald Norrish George Porter |

- Datos: Q233355
- Multimedia: Robert Mulliken / Q233355
- Citas célebres: Robert S. Mulliken